# Sagñay
Sagñay è una municipalità di quarta classe delle Filippine, situata nella Provincia di Camarines Sur, nella Regione del Bicol.
Sagñay è formata da 19 baranggay:
- Aniog
- Atulayan
- Bongalon
- Buracan
- Catalotoan
- Del Carmen (Pob.)
- Kilantaao
- Kilomaon
- Mabca
- Minadongjol
- Nato
- Patitinan
- San Antonio (Pob.)
- San Isidro (Pob.)
- San Roque (Pob.)
- Santo Niño
- Sibaguan
- Tinorongan
- Turague